# Najiya Thamir
Najiya Thamir, còn được gọi là Nejia Thameur và Bint al -Waha, (1926-1988) là một Tunisia nhà văn và các chương trình ngữ âm thanh sản xuất.

## Tiểu sử
Thamir sinh ngày 15 tháng 3 năm 1926 tại Damascus trong một gia đình gốc Thổ Nhĩ Kỳ. Cô được giáo dục tiểu học ở Ba'labakk, Liban, và giáo dục trung học và đại học ở Damascus. Thamir định cư ở Tunis sau khi kết hôn và làm việc cho đài phát thanh Tunisia với tư cách là nhà sản xuất các chương trình văn học và xã hội. Cô cũng viết tiểu luận, truyện ngắn, phát radio và tiểu thuyết. Cô trở thành một biểu tượng sôi nổi trong giới trí thức của thế giới Ả Rập, đặc biệt là khi xuất bản một số bài viết báo liên quan đến quyền của phụ nữ trong thế giới Ả Rập với hy vọng nâng cao nhận thức về quyền của họ trên một số tờ báo Tunisia và Ả Rập.